# Olivia Powrie
Olivia Powrie (ur. 9 grudnia 1987 w Auckland) – nowozelandzka żeglarka sportowa, złota medalistka olimpijska z Londynu.
Zawody w 2012 były jej pierwszymi igrzyskami olimpijskimi. Po medal w Londynie sięgnęła w rywalizacji w klasie 470, gdzie jej partnerką była Jo Aleh. Wspólnie z nią w 2007 została mistrzynią świata w klasie 420 oraz srebrną (2010) i brązową (2011) medalistką mistrzostw świata w klasie 470.

## Źródła zewnętrzne
- Olivia Powrie w bazie ISAF (ang.)
- Profil zawodniczki na stronie sports-reference.com. sports-reference.com. [zarchiwizowane z tego adresu (2015-09-10)].